# Svansjön (Los socken, Hälsingland)
Svansjön är en sjö i Ljusdals kommun i Hälsingland och ingår i Ljusnans huvudavrinningsområde. Sjön har en area på 0,0786 kvadratkilometer och ligger 405 meter över havet. Svansjön ligger i Svansjömyran med Hamra nationalpark Natura 2000-område.

## Delavrinningsområde
Svansjön ingår i det delavrinningsområde (685037-144304) som SMHI kallar för Utloppet av Svansjön. Medelhöjden är 432 meter över havet och ytan är 7,77 kvadratkilometer. Det finns inga avrinningsområden uppströms utan avrinningsområdet är högsta punkten. Vattendraget som avvattnar avrinningsområdet har biflödesordning 3, vilket innebär att vattnet flödar genom totalt 3 vattendrag innan det når havet efter 204 kilometer. Avrinningsområdet består mestadels av skog (54 procent) och sankmarker (38 procent). Avrinningsområdet har 0,17 kvadratkilometer vattenytor vilket ger det en sjöprocent på 0,9 procent.